# Diecezja jełgawska
Diecezja jełgawska (łac. Dioecesis Ielgavensis) – jedna z czterech diecezji obrządku łacińskiego metropolii ryskiej na Łotwie, położona w południowej części kraju.

## Historia
Diecezja jełgawska jest najmłodszą katolicką diecezją na terenie Łotwy. Została utworzona z podziału diecezji lipawskiej 2 grudnia 1995 r. 